# 北京行政区划史
北京行政区划历史条目介绍北京行政区划的变更。

## 唐代
唐代北京归幽州管辖。

## 明代
明代的北京城由北直隶顺天府之大兴和宛平两县分管。

## 清代
清朝顺治元年（1644年），清兵入关，清廷入主北京城。北京城内城划为满城，为八旗专属居住。汉族居民被强制迁往外城。内城由步军统领衙门（提督九門步軍巡捕五營統領）负责防务和治安。在行政上仍沿用明制，北京城分属直隶省順天府下的大兴县、宛平縣。大興縣署在今东城区。宛平县署在正黄旗区域、今西城区。
光绪二十六年（1900年），庚子之变，两宫西狩，北京城内外局势混乱。北京城绅商为维护自身利益，分路段自设公所，“雇觅巡捕，协缉盗贼”。而后设立工巡局，分区管理地方司法、内务、公安。北京城的市政管理由此从八旗协防改为警务设区巡查防治。这亦是北京市各“区”划分的起源。

## 中华民国
- 初期仍维持清朝时区划。
- 1914年，废除顺天府改设京兆地方，北京城属京兆地方。
- 1928年6月，设置北平市（院辖市）。
- 1928年12月19日，北平市政府下令各市辖区推行地方自治，全市分为第一至第十五区。此时的区为警政性质，尚不属正式行政建制[2]。河北省大兴县与宛平县取消长达多年的附郭县建制，原临近北平市中心的大部分近郊地区陆续划入北平市新建市辖区。两县县政府也由北平市区陆续搬迁至郊外。
- 1930年6月，北平市降为省辖市，隶属河北省；同年12月恢复院辖市。
- 1937年7月，日军攻陷北平，改名北京。
- 1945年8月，北平光复，改回北平市。
- 1947年时，北平市有二十个市辖区。北京城分为十二个区，前三门以北称内七区、以南称外五区。城区外围是八个郊区，大体相当于今朝阳区、海淀区、丰台区的大部分地区[2]
- 1948年12月，北平和平解放前夕，解放军已近逼北京城。同时，以北平市郊区划定东至通州，西至门头沟，南至黄村，西南至长辛店，北至沙河，共十二个军事管制区。日后，与接管的北京城二十个区，共同构成三十二个区的格局[2]。
- 1949年1月31日，北平和平解放，北平市军事管制委员会、北平市人民政府接管市政。
- 1949年2月，通州市划归北平市军事管制委员会领导，改称为北平市第二十一区。8月10日，北平市第二十一区复名通州市，划归河北省通县专区。
- 1949年9月27日，北平市改名为北京市。

## 中华人民共和国

### 北京市
- 1949年10月1日，设立北京市，下辖一区到二十区。（20区）
- 1950年6月，将二十个市辖区改编为一区到十六区。（16区）
- 1950年10月9日，河北省通县专区昌平县一部划入十三区。（16区）
- 1950年4月7日，十三区一部划入十五区。（16区）
- 1950年4月27日，十三区一部划入二区。（16区）
- 1950年4月28日，十三区一部划入四区。（16区）
- 1951年11月20日，河北省通县专区昌平县一部划入十三区。（16区）
- 1952年9月1日（13区）
  - 一区改名为东单区，二区改名为西单区，三区改名为东四区，四区改名为西四区，六区改名为前门区，七区改名为崇文区，八区改名为宣武区，十区改名为东郊区，十一区改名为南苑区，十二区改名为丰台区，十三区改名为海淀区，十五区改名为石景山区，十六区改名为门头沟区。

  - 撤销五区分别并入东单区、西单区、东四区、西四区。
  - 撤销九区分别并入崇文区、宣武区。
  - 撤销十四区分别并入西四区、东郊区、海淀区。
  - 东郊区一部划入东四区。
- 1952年7月23日，河北省通县专区宛平县改隶北京市（13区1县）
- 1952年9月（13区）
  - 撤销门头沟区、宛平县。
  - 门头沟区和石景山区、宛平县、河北省通县专区房山县、良乡县之各一部合并改设京西矿区，宛平县剩余部分划入海淀区。
- 1955年4月，南苑区一部划入崇文区。（13区）
- 1955年6月，东郊区一部分别划入东四区、东单区、崇文区。（13区）
- 1955年12月21日，东单区和东四区互相调整区划范围。（13区）
- 1956年3月9日（14区）
  - 撤销河北省通县专区昌平县，改设北京市昌平区。
  - 河北省通县专区通县一部划入东郊区。
- 1956年3月17日（14区）
  - 东郊区一部划入海淀区。
  - 海淀区一部分别划入西单区、西四区、石景山区。
  - 京西矿区一部分别划入丰台区、石景山区。
  - 南苑区一部划入丰台区。
- 1957年9月30日，河北省通县专区大兴县一部划入南苑区。（14区）
- 1957年12月4日，河北省通县专区顺义县一部划入东郊区。（14区）
- 1958年2月25日，昌平区一部划入海淀区。（14区）
- 1958年3月7日，河北省通县专区通州市、通县、顺义县、大兴县、良乡县、房山县改隶北京市。（14区1市5县）
- 1958年4月8日，撤销前门区，分别编入崇文区、宣武区（14区1市5县）
- 1958年5月3日（12区1市5县）
  - 撤销石景山区，分别编入丰台区、海淀区、门头沟区。
  - 东郊区改名为朝阳区。
  - 京西矿区改名为门头沟区。
- 1958年5月16日（10区1市5县）
  - 撤销东单区、东四区，东单区和东四区之一部合并改设东城区，东单区剩余部分划入朝阳区。
  - 撤销西单区、西四区，合并改设西城区。
- 1958年5月29日（13区）
  - 撤销南苑区、顺义县、通县、大兴县、房山县、良乡县、通州市。
  - 顺义县改设顺义区。
  - 大兴县和南苑区之一部合并改设大兴区，南苑区剩余部分分别划入丰台区、朝阳区。
  - 通州市和通县之一部改设通州区，通县剩余部分划入大兴区。
  - 房山县和良乡县之一部改设周口店区，良乡县剩余部分划入丰台区。
  - 门头沟区一部划入周口店区。
- 1958年8月，海淀区一部分别划入丰台区、昌平区。（13区）
- 1958年9月，海淀区一部划入通州区。（13区）
- 1958年10月20日，河北省唐山专区平谷县，承德专区怀柔县、密云县，张家口专区延庆县改隶北京市。（13区4县）
- 1958年10月（13区4县）
  - 通州区一部划入朝阳区。
  - 昌平区一部划入海淀区。
  - 河北省唐山专区蓟县一部划入平谷县。
- 1959年11月（13区4县）
  - 海淀区一部划入昌平区。
  - 密云县一部划入顺义县。
- 1960年1月7日（8区9县）
  - 撤销昌平区，改设昌平县。
  - 撤销顺义区，改设顺义县。
  - 撤销通州区，改设通县。
  - 撤销大兴区，改设大兴县。
  - 撤销周口店区，改设房山县。
- 1960年6月18日，顺义县一部（北京首都国际机场）划入朝阳区。（8区9县）
- 1963年7月8日，析丰台区、海淀区、门头沟区各一部合并设置石景山办事处。（8区9县1办事处）
- 1964年2月，石景山办事处一部划入丰台区。（8区9县1办事处）
- 1967年8月7日，撤销石景山办事处，改设石景山区（9区9县）
- 1970年10月21日，丰台区一部划入宣武区。（9区9县）
- 1974年8月1日，析房山县一部设置石油化工区办事处。（9区9县1办事处）
- 1980年10月20日，撤销石油化工区办事处，改设燕山区。（10区9县）
- 1986年11月11日，撤销燕山区、房山县，合并改设房山区。（10区8县）
- 1987年11月30日，朝阳区一部划入西城区。（10区8县）
- 1996年6月24日，大兴县一部划入丰台区。（10区8县）
- 1997年4月29日，撤销通县，改设通州区。（11区7县）
- 1998年3月3日，撤销顺义县，改设顺义区。（12区6县）
- 1999年9月16日，撤销昌平县，改设昌平区。（13区5县）
- 2001年1月9日，撤销大兴县，改设大兴区。（14区4县）
- 2001年12月30日（16区2县）
  - 撤销怀柔县，改设怀柔区。
  - 撤销平谷县，改设平谷区。
- 2002年9月12日，丰台区一部划入宣武区（16区2县）
- 2010年6月28日（14区2县）
  - 撤销崇文区，并入东城区。
  - 撤销宣武区，并入西城区。
- 2015年10月13日（16区）
  - 撤销密云县，改设密云区。
  - 撤销延庆县，改设延庆区。

### 河北省通县专区
- 1949年10月1日，设通县专区，辖13县，分别是通县、昌顺县、顺义县、大兴县、宛平县、良乡县、房山县、平谷县、怀柔县、密云县、蓟县、三河县、香河县。
- 1949年10月17日，昌顺县改名为昌平县。（13县）
- 1949年10月（13县）
  - 昌平县一部划入察哈尔省察南专区延庆县，察哈尔省察南专区延庆县一部划入昌平县。
  - 唐山专区玉田县一部划入蓟县。
- 1949年12月19日，析通县一部设置通县镇。（13县1镇）
- 1950年2月，通县一部划入三河县。（13县1镇）
- 1950年4月19日，房山县一部划入保定专区涞水县。（13县1镇）
- 1950年4月，顺义县一部划入昌平县。（13县1镇）
- 1950年5月29日，密云县一部划入平谷县。（13县1镇）
- 1950年6月1日，顺义县一部分别划入通县、平谷县、密云县、三河县。（13县1镇）
- 1950年6月（13县1镇）
  - 通县一部划入三河县。
  - 密云县一部划入平谷县。
- 1950年7月，天津专区武清县一部划入香河县。（13县1镇）
- 1950年9月，蓟县一部划入唐山专区玉田县。（13县1镇）
- 1950年10月9日，昌平县一部划入北京市十三区。（13县1镇）
- 1950年11月14日，通县一部划入天津专区武清县。（13县1镇）
- 1950年12月11日，密云县一部划入热河省兴隆县。（13县1镇）
- 1951年1月11日，撤销通县镇并入通县。（13县1镇）
- 1951年7月6日，析通县一部设置通县镇。（13县1镇）
- 1951年11月20日，昌平县一部划入北京市十三区。（13县1镇）
- 1951年12月28日，热河省滦平县一部划入怀柔县。（13县1镇）
- 1951年12月，密云县一部划入热河省兴隆县。（13县1镇）
- 1952年5月，蓟县一部划入三河县。（13县1镇）
- 1952年6月1日，热河省滦平县一部划入怀柔县。（13县1镇）
- 1952年7月23日，宛平县改隶北京市。（12县1镇）
- 1952年9月，房山县、良乡县各一部和北京市门头沟区及宛平县、石景山区之各一部合并改设北京市京西矿区。（12县1镇）
- 1952年9月18日，热河省滦平县一部划入怀柔县。（12县1镇）
- 1952年12月12日，热河省兴隆县一部划入密云县。（12县1镇）
- 1953年4月，通县一部分别划入昌平县、大兴县、香河县。（12县1镇）
- 1953年6月，平谷县和密云县互相调整区划范围。（12县1镇）
- 1953年7月1日，香河县一部划入天津专区武清县。（12县1镇）
- 1953年11月6日，撤销通县镇，改设通州市。（1市12县）
- 1953年12月30日，蓟县一部分别划入平谷县、三河县。（1市12县）
- 1954年3月，通县一部划入香河县。（1市12县）
- 1954年4月24日，保定专区固安县改隶通县专区。（1市13县）
- 1955年3月3日，析三河县、香河县各一部，合并改设大厂回族自治县。（1市13县1自治县）
- 1955年3月14日，张家口专区赤城县一部划入怀柔县。（1市13县1自治县）
- 1955年3月29日，固安县一部划入大兴县。（1市13县1自治县）
- 1955年8月12日，怀柔县一部划入密云县。（1市13县1自治县）
- 1956年2月，昌平县一部划入大兴县。（1市13县1自治县）
- 1956年3月9日（1市12县1自治县）
  - 昌平县改隶北京市。
  - 通县一部划入北京市东郊区。
- 1956年5月24日（1市12县1自治县）
  - 顺义县一部划入怀柔县、密云县。
  - 房山县一部划入良乡县。
  - 密云县一部划入平谷县。
  - 三河县一部划入大厂回族自治县。
- 1956年9月18日，怀柔县一部划入张家口专区延庆县。（1市12县1自治县）
- 1957年4月2日，保定专区涞水县一部划入房山县。（1市12县1自治县）
- 1957年9月30日，大兴县一部划入北京市南苑区。（1市12县1自治县）
- 1957年10月11日，三河县一部划入大厂回族自治县。（1市12县1自治县）
- 1957年12月4日，顺义县一部划入北京市东郊区。（1市12县1自治县）
- 1958年3月7日，通州市、顺义县、通县、大兴县、良乡县、房山县改隶北京市。（7县1自治县）
- 1958年4月28日，撤销通县专区。
  - 平谷县、蓟县、三河县、香河县、大厂回族自治县改隶唐山专区。
  - 密云县、怀柔县改隶承德专区。
  - 固安县改隶天津专区。